# كبير مسؤولي الويب
كبير مسؤولي الويب (بالإنجليزية:Chief web officer) (CWO) هو أعلى رتبة مكتب الشركة (التنفيذي) المسؤول عن وجود شبكة منظمة، بما في ذلك جميع مواقع إنترنت وإنترانت. بصفته منصب مسؤول الشركة، فإن كبير مسؤولي الويب يقدم تقاريره مباشرة إلى الرئيس التنفيذي. يجب أن يكون عموماً ماهراً جداً في استخدام لغة ترميز النص الفائق وأوراق الأنماط المتتالية وجافا سكريبت وبي إتش بي و ASP وإس كيو إل وما إلى ذلك. إنه ليس دوراً شائعاً مثل دور كبير المسؤولين الرقميين المتنامي.
يجب أن يتمتع بفهم كبير لأجهزة الكمبيوتر والأنظمة والبرمجة. لا يتطلب هذا الموقف معرفة لغات البرمجة المختلفة فحسب، بل قد يشمل أيضاً المهارة والقدرة في الرسومات الرقمية والتصميم والكتابة الإبداعية. الحديثة لديها مهام أكبر من كونها مشرف موقع أو مطور ويب. بدلاً من ذلك، يتم نقلهم إلى حد السيطرة على التواجد عبر الإنترنت بالكامل لشركتهم. بشكل عام، يعد منصب مدير ويب هو العنوان الأكثر شهرة الذي يحققه مطور الويب.
لا تمتلك العديد من الشركات مديروا الويب لأن المنصب يتطلب فرداً لديه معرفة في العديد من المجالات، بدلاً من ذلك، يجوز للشركات تقسيم وجودها على الويب إلى عناوين مختلفة: مطورو الواجهة الأمامية، ومطورو الواجهة الخلفية، ومبرمجوا الخادم، ومشرفي المواقع، ومصممي الويب، وفناني الجرافيك. عادةً ما يتقن مدير ويب جميع العناوين المذكورة أعلاه ولديه العديد من المسؤوليات.

## نشأة دور مدير ويب
طرحت قصة غلاف مجلة CIO لعام 1999 السؤال التالي: هل حان الوقت للشركات لإنشاء منصب تنفيذي جديد - مدير ويب - «للإشراف على استراتيجيات الشبكات الداخلية للشركة والشبكات الخارجية ومواقع الويب؟»  الخبراء الستة الذين تمت مقابلتهم من أجل المقال انقسموا في وجهات نظرهم. جادل البعض بأن المهام المرتبطة بأي منصب جديد يجب أن يتولاها موظفو تكنولوجيا المعلومات الموجودون بالفعل داخل الشركة أو أن يوجههم الرئيس التنفيذي مباشرة. وقال آخرون إنه نظراً لأن كبير مسؤولي المعلومات النموذجي يركز بشكل كبير على قضايا التكنولوجيا، يجب أن يكون هناك منصب جديد يتم إنشاؤه «لتنسيق جميع الأنشطة المستندة إلى الويب ووضع الموارد، سواء الأفراد أو رأس المال، في مؤسسته.»
ربما كان أول إنشاء لدور مدير ويب من قبل شركة فورتشين 500 كان في عام 1999، من قبل كولغيت - بالموليف.
استكشفت مقالة «كبار مسؤولي الويب» في عدد 20 مارس 2000 من "Inter @ ctive Week" أدوار ومسؤوليات مديروا الويب من خلال المقابلات واستطلاع آراء متخصصي الويب.
بدءً من عام 2005 تقريباً، بدأ المزيد من الكتاب في لفت الانتباه إلى الحاجة إلى إنشاء منصب مدير ويب. أشار هؤلاء المؤلفون إلى الحاجة إلى أن يكون لمنظمة ما مدير تنفيذي على المستوى C يركز على تنسيق وتوجيه جميع الأنشطة المتعلقة بالويب. طرحت شيريان الحاجة إلى منصب مدير ويب داخل مؤسسة بسؤال بسيط:«هل لديك مجموعة إنترنت مركزية (CIG) يديرها مسؤول ويب رئيسي وتتألف من موظفين مخصصين لكل وظيفة عمل؟»

## على النقيض من CIO و CTO
لقد برز منصب مدير ويب بشكل واضح من منصبي رئيس قسم المعلومات (CIO) وكبير مسؤولي التكنولوجيا (CTO) بسبب الحاجة إلى التركيز على بيئة الويب الكاملة الخاصة بالمنظمة وتنسيقها. يركز CIO عادةً على تخطيط تكنولوجيا المعلومات والمشتريات والبنية الخاصة بالمؤسسة؛ CTO «يشرف بشكل أساسي على تطوير تقنيات جديدة.»

## المسؤوليات
تختلف مسؤوليات منصب مدير ويب بين الشركات، اعتماداً على احتياجات وأهداف العمل. يجب أن يكون لدى مدير ويب فهم عميق وواسع لقضايا إدارة الويب والموقع. يمكن أن تشمل بعض المشكلات داخل اختصاص مدير ويب الاستراتيجية عبر الإنترنت، والميزانية، وإدارة الأنظمة والبرامج، والاستضافة، والتسويق عبر الإنترنت والاتصالات، والتجارة الإلكترونية، وخدمة العملاء، وتطوير الأعمال، والمجتمع عبر الإنترنت والوسائط الاجتماعية، وتطوير محتوى الويب وسير العمل، والموقع الإلكتروني التصميم الجرافيكي، تجربة المستخدم (التحليل / التصميم)، هندسة عمارة المعلومات، تحليلات موقع الويب، الأمان، الأرشفة، إمكانية الوصول، القضايا القانونية (على سبيل المثال، حقوق النشر، إدارة الحقوق الرقمية، العلامة التجارية، والخصوصية) والتدريب، من بين أمور أخرى.